# ギャレット・サーヴィス
ギャレット・サーヴィス（Garrett Putnam Serviss, Jr.、1878年12月23日 - 1908年12月23日） は、アメリカ合衆国の陸上競技選手である。彼は1904年セントルイスオリンピックに参加して、走高跳で銀メダルを獲得した。

## 経歴
有名な天文学者で作家でもあるギャレット・P・サーヴィスの息子として生まれた彼は、1899年にプリンストン大学に入学したが、1901年に退学してコーネル大学に再入学し、1905年に卒業した。走高跳競技に取り組んでいた彼は、1900年にはプリンストン大学の代表としてIC4A（en:IC4A）主催の競技会で3位タイとなり、1904年にはコーネル大学の代表として同競技会で4位となっている。
サーヴィスは、セントルイスオリンピックで走高跳と立ち三段跳の2種目に出場した。走高跳では、彼は1メートル77センチを跳んでドイツ代表のパウル・ヴァインシュタインと同記録で2位に並び、ヴァインシュタインとの順位決定戦で銀メダルを獲得した。
なお、立ち三段跳では、9メートル53センチの記録で4位となった。